# Escola Llibertat
L'Escola Llibertat és un centre educatiu públic de la ciutat de Badalona, situada a l'avinguda de Puigfred, 13.
Va ser creada l'any 1979, habilitant-la en diversos espais provisionals després de nombroses reivindicacions dels veïns del barri de Sant Crist de Can Cabanyes. El seu edifici va ser inaugurat el curs de 1980-1981. El centre, amb un mètode pedagògic renovador, va ser dels primers en implantar la immersió lingüística en català.

## Història
Durant el franquisme, Badalona va tenir una forta mancança d'escoles públiques, sent les més nombroses privades i concertades. Durant la segona meitat dels anys setanta es van produir a Badalona nombroses protestes i manifestacions, tenint especial transcendència la de 18 de setembre de 1976 a la plaça de la Vila, amb la presència de més de 2000 persones, i en la que van intervenir les forces de l'ordre i alguns participants van ser ferits. La manifestació va posar de manifest la inoperància de l'Ajuntament franquista. A més, la manca d'equipaments va unida també de la campanya de «Montigalà pel poble!», un moviment en contra del Polígon Montigalà-Batllòria, un projecte considerat d'especulació urbanística. Gràcies a la lluita veïnal, entre 1979 i 1987 s'aconseguí la inauguració de més de 25 centres d'educació infantil i primària, que van pal·liar la situació anterior.
La història de l'Escola Llibertat va unida a la del barri de Sant Crist de Can Cabanyes, que la va veure néixer. En aquest sentit, abans de la fundació de l'escola, el barri només tenia unes poques escoles concertades que no cobrien les necessitats d'un barri obrer. El 1978 els veïns es van començar a organitzar per reclamar una escola pública al barri, les dues entitats veïnals, abans a voltes enfrontades, s'unien per un objectiu comú. Al llarg d'aquell any es va debatre la ubicació més idònia del centre, i es van dur a terme reunions amb l'Ajuntament de Badalona com amb la Corporació Metropolitana de Barcelona, a més de reunir-se amb l'empresa del Polígon Montigalà-Batllòria, que va prometre cedir diversos terrenys. Tanmateix, no s'arribava a un acord amb l'administració.
Els veïns van passar a fer accions reals, sent la primera l'ocupació d'un Ple de l'Ajuntament per part d'una comissió de l'Associació de Veïns de Sant Crist, que duia la veu cantant, el març de 1978. Després de noves entrevistes, es va prometre l'escola per al curs de 1979-1980. Això no va satisfer les demandes dels veïns i l'associació s'encarregà de cercar locals al barri per habilitar-hi aules provisionals, mentre paral·lelament iniciava una campanya de preinscripció. Un dels llocs més idonis van ser els locals de la parròquia de la Mare de Déu de Montserrat, però rector i vicari s'hi van oposar. Es va celebrar una assemblea veïnal i es va decidir ocupar nit i dia els locals parroquials fins que els fossin cedits. L'ocupació es va iniciar el 22 de juny de 1978 i va durar 25 dies, quan després de diverses reunions amb el consistori, el bisbat i el departament d'Ensenyament, es va aconseguir l'habilitació dels locals com a escola provisional, que va començar a funcionar el setembre de 1978 i van arribar els primers mestres, que inicialment van ensenyar de franc als nens inscrits entre març i abril de 1978. Una assemblea va donar el nom de Llibertat a l'escola, en consonància amb el to reivindicatiu i d'esquerra dels veïns.
Finalment, el 1979 es va començar a moure tot i es va anunciar la construcció de l'escola amb un total de setze unitats o aules. Durant la construcció, els nens van començar a ser traslladats a barracons i també es va construir un edifici per a parvulari al carrer d'Àngel Guimerà. L'edifici finalment fou acabat i inaugurat el curs de 1980-1981. No seria l'únic centre educatiu de la zona, per la gran demanda ben aviat al Llibertat se l'hi van unir l'escola Joan Llongueras, i l'institut La Pineda.
Gràcies a un claustre cohesionat, s'aconseguí també una renovació pedagògica. A més, el centre s'organitzà com una escola assembleària, amb una participació activa de tota la comunitat educativa, mestres i associació de pares i mares. L'escola va ser un dels pioners en la implantació del model d'immersió lingüística en català, en un barri majoritàriament castellanoparlant. Actualment, l'escola continua adaptant-se a les noves generacions, on s'han incorporat alumnes d'orígens de països com el Marroc, Pakistan o la Xina. En consonància amb aquest nou perfil d'alumnat, darrerament ha implantat la denominada AICLE, per aconseguir la millora en l'aprenentatge de l'anglès, sense descuidar el català i el castellà. El curs 2020-2021 va passar a ser un institut-escola.